# Campodorus astutus
Campodorus astutus là một loài tò vò trong họ Ichneumonidae.